# Yidnekatchew Tessema
Yidnekatchew Tessema   (Jimma, 11 de setembre de 1921 - Addis Abeba, 19 d'agost de 1987) (Amharic: ይድነቃቸው ተሠማ) és un exfutbolista etíop de la dècada de 1950.
Fou el pioner del futbol al país, traduint les regles del joc al idioma amharic per l'Oficina d'Esports Nadius. També fou l'impulsor de la creació de la federació. També fou important en la creació de la Confederació Africana de Futbol a finals dels 1950s.
Fou internacional amb la selecció de futbol d'Etiòpia. Pel que fa a clubs, destacà a Saint-George SA, on jugà durant més de vint temporades.
Fou vicepresident de la CAF entre 1964 i 1972 i president de 1972 i 1987. També fou membre del Congrés de l'Esport Africà, del Comitè Olímpic Internacional, de FIFA i predient del Comitè Olímpic Africà.